# Souroubea loczyi
Souroubea loczyi är en tvåhjärtbladig växtart. Souroubea loczyi ingår i släktet Souroubea och familjen Marcgraviaceae.

## Underarter
Arten delas in i följande underarter:
- S. l. loczyi
- S. l. minima